# 哈尔滨音乐学院

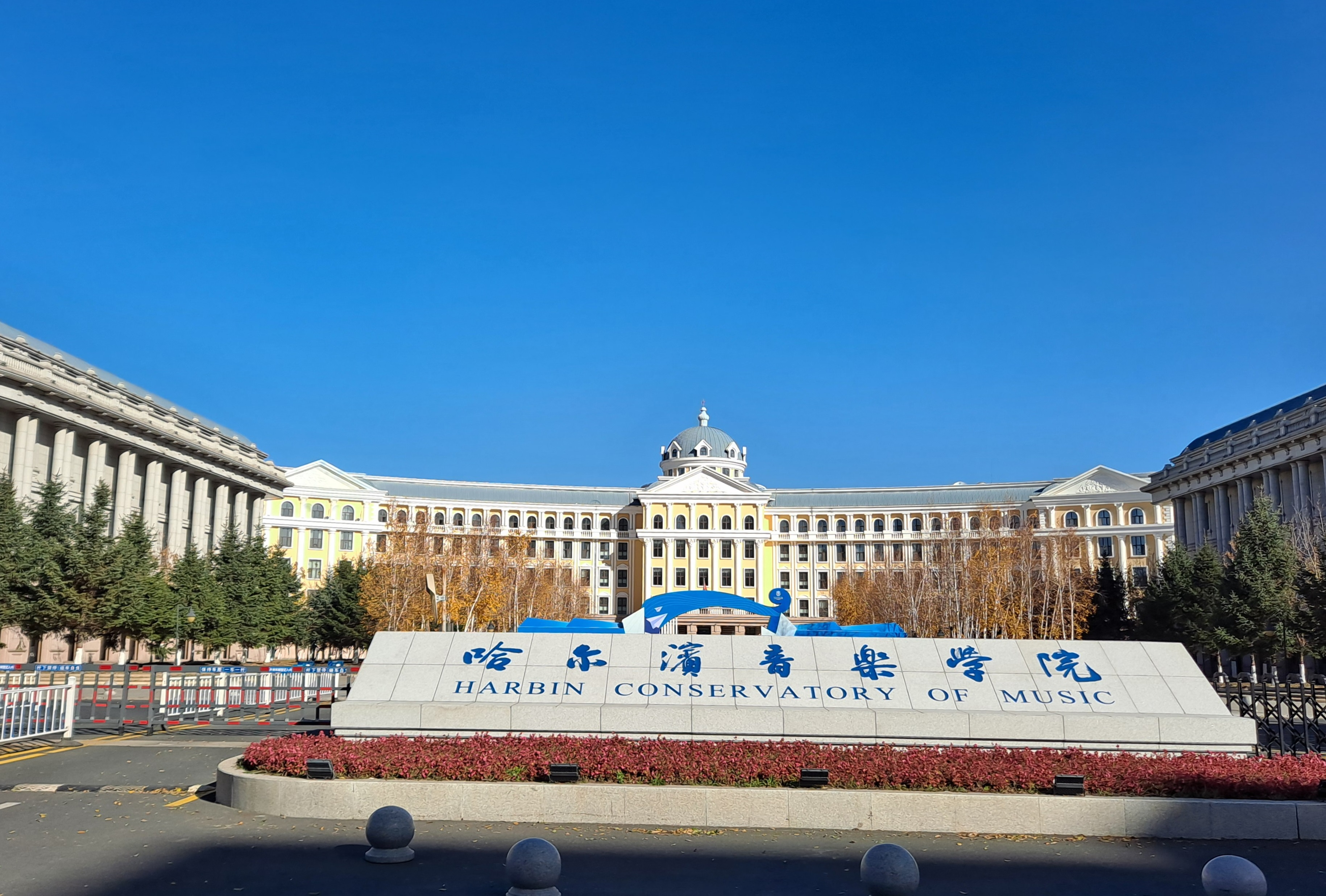
哈尔滨音乐学院

哈尔滨音乐学院，简称哈音，是中华人民共和国的一所全日制本科公办省属普通高等学校，位于黑龙江省哈尔滨市松北区。

## 历史
2016年3月1日，中华人民共和国教育部正式发文批准建立哈尔滨音乐学院。
2014年起学校开始参与举办勋菲尔德国际弦乐比赛。
2018年，学校与哈尔滨市政府共同创立哈尔滨音乐比赛。